# Andreas Kemmerling
Andreas Kemmerling (* 21. Februar 1950 in Bad Homburg vor der Höhe) ist ein deutscher Philosoph. Er ist der analytischen Philosophie zuzuordnen.

## Leben
Andreas Kemmerling wurde 1950 in Bad Homburg geboren, studierte ab 1968 Philosophie in Marburg, Frankfurt und München und wurde 1976 an der Ludwig-Maximilians-Universität München (LMU) bei Eike von Savigny promoviert. Nach seiner Habilitation an der Universität Bielefeld (1981) und einer Gastprofessur an der University of Southern California in Los Angeles (1982) war er von 1983 bis 1999 Professor für Analytische Philosophie an der LMU in München und von 1999 bis 2018 Professor für Philosophie an der Universität Heidelberg. 2011 wurde er als ordentliches Mitglied in die Heidelberger Akademie der Wissenschaften aufgenommen.

## Forschung
Seine Forschungsschwerpunkte sind die Philosophie des Geistes, Sprachphilosophie und Erkenntnistheorie, außerdem die Entwicklung repräsentationalistischer Konzeptionen des Geistes seit der frühen Neuzeit.

## Werke
- Was Grice mit „Meinen“ meint - Eine Rekonstruktion der Griceschen Analyse rationaler Kommunikation, Forschungsberichte des IPK der Universität München 8, 1977, 121–166.
- Mentale Repräsentationen, Kognitionswissenschaft 1 (1991), 47–57.
- Descartes über das Bewußtsein, in Studia Philosophica 55 (1996), Jahrbuch der Schweizerischen Philosophischen Gesellschaft, 85 – 114.
- Zur sog. Naturalisierung von Intentionalität, in: A. Burri (Hrsg.), Sprache und Denken, Berlin/New York 1997, 237–258 (eine frühere Fassung erschien in: Wittgenstein Studies 1997).
- Gricy Actions, in: G. Cosenza (ed.), Paul Grice’s Heritage, Brepols 2001, 69–95.
- Die erste moderne Konzeption mentaler Repräsentation, in: U. Meixner/A. Newen (Hrsg.), Seele, Denken und Bewußtsein — Zur Philosophie des Geistes von Platon bis Husserl, Berlin/New York 2003, 153 – 196.
- Ideen des Ichs - Studien zu Descartes’ Philosophie, Frankfurt a. M. ²2005.
- Glauben. Essay über einen Begriff, Frankfurt a. M. 2017.